# Michał Kaput
Michał Kaput (ur. 18 lutego 1998 w Wyszkowie) – polski piłkarz występujący na pozycji defensywnego lub środkowego pomocnika w polskim klubie Radomiak Radom.
W sezonie 2017/2018 był zawodnikiem III-ligowego ŁKS-u 1926 Łomża. W latach 2018–2021 występował w drużynie Radomiaka, z którą najpierw wywalczył awans do I ligi, a następnie do PKO BP Ekstraklasy. W styczniu 2022 przeszedł do drużyny Piasta Gliwice.

## Statystyki klubowe
statystyki aktualne na dzień 29 marca 2022
| Klub                  | Sezon              | Liga               | Liga  | Liga | Puchar kraju | Puchar kraju | Kontynentalne | Kontynentalne | Suma  | Suma |
| Klub                  | Sezon              | Poziom             | Mecze | Gole | Mecze        | Gole         | Mecze         | Gole          | Mecze | Gole |
| --------------------- | ------------------ | ------------------ | ----- | ---- | ------------ | ------------ | ------------- | ------------- | ----- | ---- |
| ŁKS 1926 Łomża        | 2017/2018          | III liga, gr. I    | 30    | 2    | 0            | 0            | –             | –             | 30    | 2    |
| Radomiak Radom        | 2018/2019          | II liga            | 33    | 3    | 0            | 0            | –             | –             | 33    | 3    |
| Radomiak Radom        | 2019/2020          | I liga             | 29    | 1    | 1            | 0            | –             | –             | 30    | 1    |
| Radomiak Radom        | 2020/2021          | I liga             | 30    | 1    | 2            | 0            | –             | –             | 32    | 1    |
| Radomiak Radom        | 2021/2022          | Ekstraklasa        | 18    | 0    | 1            | 0            | –             | –             | 19    | 0    |
| Piast Gliwice         | 2021/2022          | Ekstraklasa        | 18    | 0    | 1            | 0            | –             | –             | 19    | 0    |
| Piast Gliwice         | 2022/2023          | Ekstraklasa        | 11    | 0    | ?            | ?            | –             | –             | 11    | 0    |
| Radomiak Radom (wyp.) | 2023/2024          | Ekstraklasa        | 23    | 0    | ?            | ?            | –             | –             | 23    | 0    |
| Radomiak Radom        | 2024/2025          | Ekstraklasa        | 0     | 0    | ?            | ?            | –             | –             | 0     | 0    |
| Łącznie w karierze    | Łącznie w karierze | Łącznie w karierze | 192   | 7    | 5            | 0            | 0             | 197           | 7     | 7    |

## Sukcesy

### Radomiak Radom
- Mistrzostwo Fortuna 1 Liga: 2020/2021
- Mistrzostwo II ligi: 2018/2019